# K-Maro

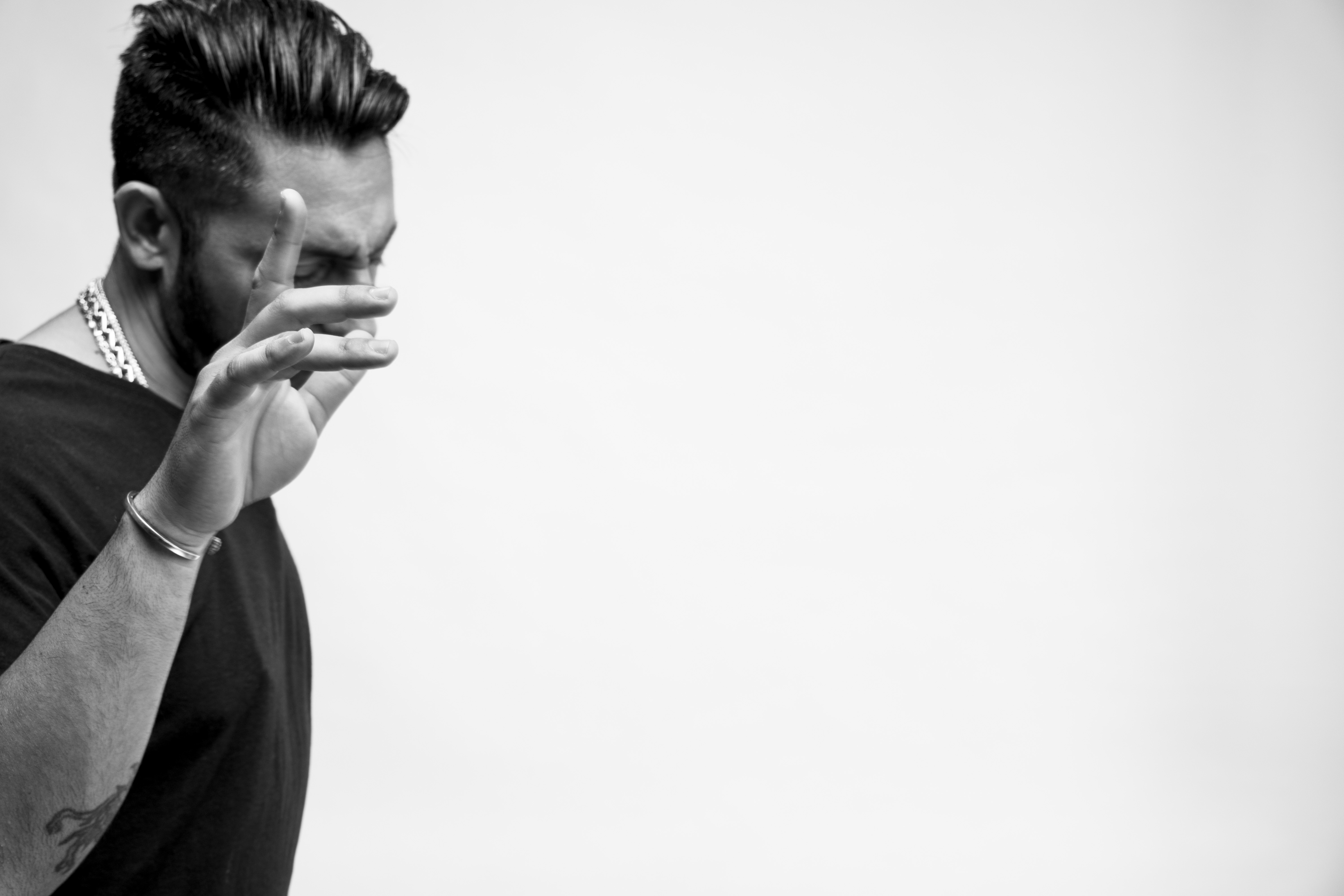
K-Maro (2017)

K-Maro (* 31. Januar 1980 in Beirut, Libanon, bürgerlich Cyril Kamar) ist ein französischsprachiger kanadischer R&B-Sänger, der derzeit in Montréal, Kanada lebt.

## Leben
Auf der Flucht vor politischer Verfolgung im Libanon zog die Familie von Kamar kurz nach seiner Geburt nach Paris. 1995 siedelte er nach Montréal um. Dort gründete der kanadische Sänger seine erste Band, die den Namen LMDS (Les Messagers Du Son) trug. Mit französischsprachigem Hip-Hop erreichten LMDS die lokalen Charts.
Nach vier Jahren gemeinsamer Arbeit begann Kamar sich eine Solokarriere aufzubauen. DJ Shortcut produzierte für ihn das Album „I am à L’ancienne“. Die erste Single Symphonie pour un Dingue erreichte in den kanadischen Charts Platz 1, Le Clan Chill nur Platz 4. 2003 gründete er sein eigenes Label K-Pone inc. Dort brachte er das Album La Good Life heraus. Mit seiner ersten Single Femme Like U schaffte er auch in Europa den Durchbruch. Im Juli 2004 stieg die Single in die Schweizer Charts ein und erreichte im September für sechs Wochen Platz 1. In den Charts der Nachbarländer konnte sich die Single ebenfalls platzieren. In Frankreich stieg die Single im Oktober 2004 bis auf Platz 2, in den deutschen Singlecharts erreichte K-Maro im Januar 2005 die Top Ten.
Ende 2005 brachte er sein drittes Album Million Dollar Boy heraus. An der ersten Singleauskopplung Histoire de Luv war die französische Sängerin Shy’m beteiligt. 2006 produzierte er zusammen mit DJ Shortcut das Album Platinum Remixes. Darauf sind die besten Songs der letzten zehn Jahre als Remixversionen zu finden. Er nahm seinen ehemaligen Gesangspartner Vai bei seinem Label K-Pone inc. unter Vertrag und produzierte für ihn das Album Ma Raison.
K-Maro veröffentlichte im Oktober 2008 sein erstes Album in englischer Sprache Perfect Stranger. Er besitzt eine Modelinie namens Balbec. Der Name ist von der libanesischen Stadt Baalbek abgeleitet. Anfang 2010 waren mit Shy’m, Vai, Imposs und Ale Dee vier Künstler unter Vertrag. Am 27. April 2010 erschien sein fünftes Soloalbum 01.10 bislang ausschließlich in Kanada. Vorab wurden im Juli 2009 die Singleauskopplung Elektric und im Dezember 2009 die Single Music veröffentlicht.

## Diskografie

### Alben
| Jahr | Titel              | Höchstplatzierung, Gesamtwochen, AuszeichnungChartplatzierungen (Jahr, Titel, Platzierungen, Wochen, Auszeichnungen, Anmerkungen) | Höchstplatzierung, Gesamtwochen, AuszeichnungChartplatzierungen (Jahr, Titel, Platzierungen, Wochen, Auszeichnungen, Anmerkungen) | Höchstplatzierung, Gesamtwochen, AuszeichnungChartplatzierungen (Jahr, Titel, Platzierungen, Wochen, Auszeichnungen, Anmerkungen) | Höchstplatzierung, Gesamtwochen, AuszeichnungChartplatzierungen (Jahr, Titel, Platzierungen, Wochen, Auszeichnungen, Anmerkungen) | Höchstplatzierung, Gesamtwochen, AuszeichnungChartplatzierungen (Jahr, Titel, Platzierungen, Wochen, Auszeichnungen, Anmerkungen) | Anmerkungen                            |
| Jahr | Titel              | FR | BEW | DE | AT | CH | Anmerkungen                            |
| ---- | ------------------ | --- | --- | --- | --- | --- | -------------------------------------- |
| 2004 | La Good Life       | FR7 ×2Doppelgold · (73 Wo.)FR | BEW7 (45 Wo.)BEW | DE12 (17 Wo.)DE | AT30 (8 Wo.)AT | CH26 Gold · (45 Wo.)CH | Erstveröffentlichung: 9. Juli 2004     |
| 2005 | Million Dollar Boy | FR5 Gold · (37 Wo.)FR | BEW11 (29 Wo.)BEW | — | — | CH20 (10 Wo.)CH | Erstveröffentlichung: 21. Oktober 2005 |
| 2006 | Platinum Remixes   | FR76 (7 Wo.)FR | — | — | — | — |                                        |
| 2008 | Perfect Stranger   | FR79 (3 Wo.)FR | BEW88 (2 Wo.)BEW | — | — | — | Erstveröffentlichung: 24. Oktober 2008 |

Weitere Alben
- 2002: I am à L’ancienne
- 2010: 01.10

### Singles
| Jahr | Titel Album                                                   | Höchstplatzierung, Gesamtwochen, AuszeichnungChartplatzierungen (Jahr, Titel, Album, Platzierungen, Wochen, Auszeichnungen, Anmerkungen) | Höchstplatzierung, Gesamtwochen, AuszeichnungChartplatzierungen (Jahr, Titel, Album, Platzierungen, Wochen, Auszeichnungen, Anmerkungen) | Höchstplatzierung, Gesamtwochen, AuszeichnungChartplatzierungen (Jahr, Titel, Album, Platzierungen, Wochen, Auszeichnungen, Anmerkungen) | Höchstplatzierung, Gesamtwochen, AuszeichnungChartplatzierungen (Jahr, Titel, Album, Platzierungen, Wochen, Auszeichnungen, Anmerkungen) | Höchstplatzierung, Gesamtwochen, AuszeichnungChartplatzierungen (Jahr, Titel, Album, Platzierungen, Wochen, Auszeichnungen, Anmerkungen) | Anmerkungen                                        |
| Jahr | Titel Album                                                   | FR | BEW | DE | AT | CH | Anmerkungen                                        |
| ---- | ------------------------------------------------------------- | --- | --- | --- | --- | --- | -------------------------------------------------- |
| 2004 | Femme Like U La Good Life                                     | FR1 Diamant · (43 Wo.)FR | BEW1 Platin · (33 Wo.)BEW | DE3 Platin · (29 Wo.)DE | AT4 (31 Wo.)AT | CH1 Gold · (59 Wo.)CH | Erstveröffentlichung: 18. Juni 2004                |
| 2004 | Crazy La Good Life                                            | FR2 Gold · (22 Wo.)FR | BEW4 (20 Wo.)BEW | DE19 (10 Wo.)DE | AT32 (7 Wo.)AT | CH8 (23 Wo.)CH | Erstveröffentlichung: 1. Oktober 2004              |
| 2005 | Sous l’oeil de l’ange / Qu’est ce que ça te fout La Good Life | FR10 (18 Wo.)FR | BEW9 (16 Wo.)BEW | — | — | CH29 (17 Wo.)CH |                                                    |
| 2005 | Histoires de luv Million Dollar Boy                           | FR6 Silber · (18 Wo.)FR | BEW11 (14 Wo.)BEW | — | — | CH15 (18 Wo.)CH | Erstveröffentlichung: 28. Oktober 2005 feat. Shy’m |
| 2006 | Les frères existent encore Million Dollar Boy                 | FR8 (16 Wo.)FR | BEW15 (14 Wo.)BEW | — | — | CH31 (12 Wo.)CH | Erstveröffentlichung: 10. Februar 2006             |

Weitere Singles
- 2006: Gangsta Party
- 2006: Let’s Go
- 2008: Out in the Streets
- 2008: Take You Away
- 2009: Elektric
- 2009: Music

### Musikvideos
- 2001: Fresh
- 2002: Symphonie pour un dingue
- 2002: Le Clan Chill
- 2003: On est la
- 2004: Femme Like U
- 2004: Crazy
- 2005: Sous l’oeil de l’ange
- 2005: Qu’est-ce que ça te fout
- 2006: Les frères existent encore
- 2006: Gangsta Party
- 2006: Let’s Go
- 2008: Out in the Streets
- 2008: Take You Away
- 2009: Elektric
- 2009: Music